# Datureae
Datureae es una tribu de plantas perteneciente a la subfamilia Solanoideae en la familia Solanaceae.
Es una tribu que presenta dos géneros perfectamente diferenciados tanto a nivel morfológico como molecular. Brugmansia incluye especies arbóreas, mientras que Datura comprende hierbas o arbustos. Este último género, a su vez se halla dividido en 3 secciones: Stramonium, Dutra y Ceratocaulis.
- Brugmansia Persoon (1805), género que incluye 6 especies de Los Andes. (incl.: Methysticodendron Schult. (1955))
- Datura L. (1753), con 11 especies neotropicales.